# Brandweerkazerne

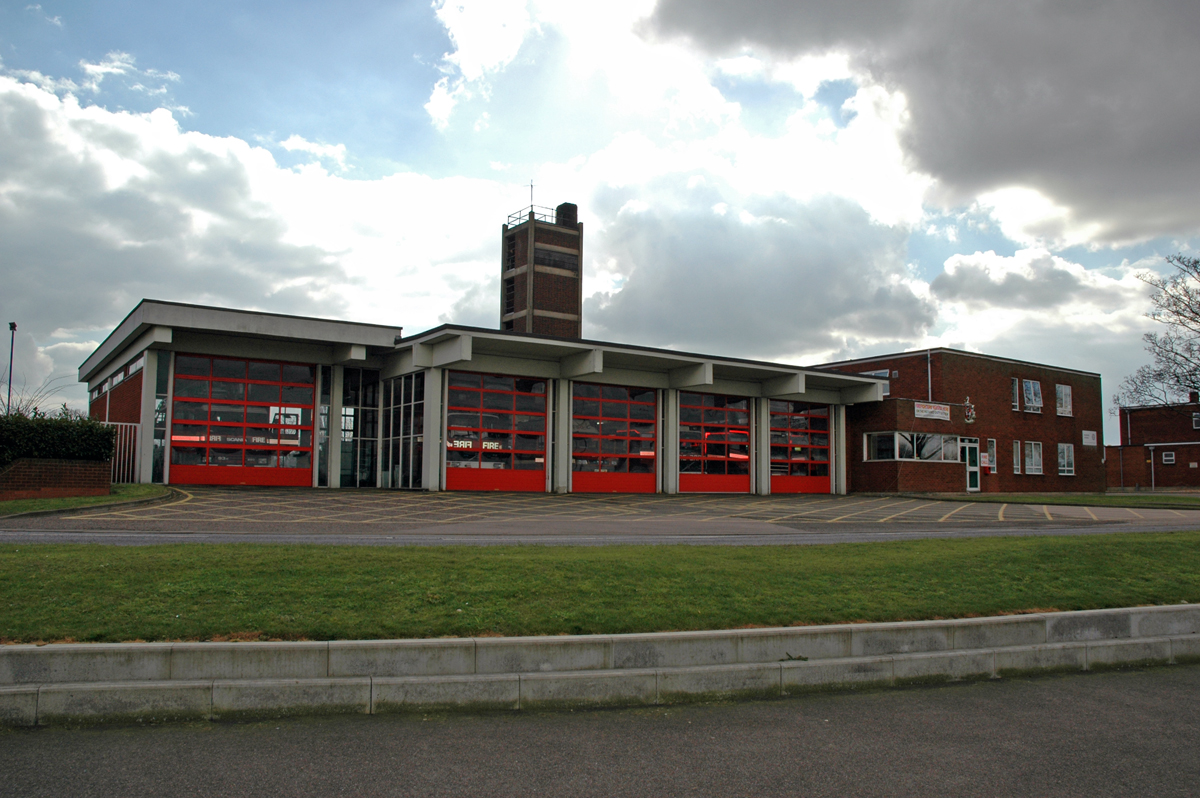
Een brandweerkazerne in Bedford

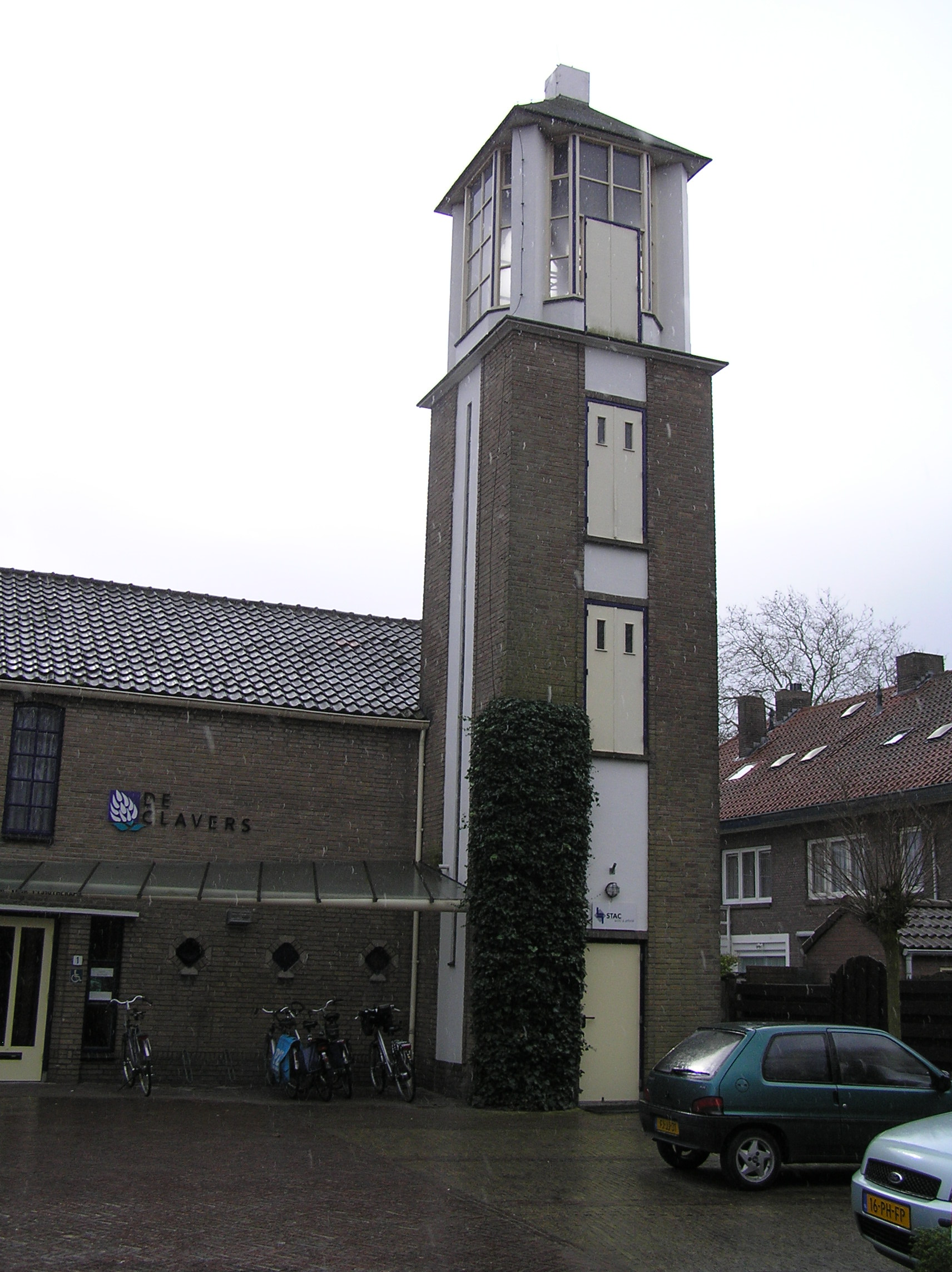
De slangentoren van de oude brandweerkazerne (1955) in Goes kon ook dienstdoen als uitkijktoren

Een brandweerkazerne is een gebouw dat wordt gebruikt voor het stationeren van brandweervoertuigen, bemanningen, apparatuur en voorraden voor het bestrijden van branden, ongevallen en rampen.

## Voertuigstalling
In een kazerne is vaak ruimte om alle voertuigen te stallen. Hierdoor worden ze beschermd tegen de elementen, met name tegen vorst. Doordat brandweervoertuigen vaak een pomp en ander materiaal aan boord hebben dat in contact komt met water is bescherming tegen vorst noodzakelijk want door bevriezing (en de uitzetting van water daardoor) kan apparatuur beschadigd raken.
De voertuigstalling is altijd uitgevoerd met grote (rol)deuren die meestal in de richting van de weg gericht zijn zodat de voertuigen het gebouw snel kunnen verlaten. Soms is er geen ruimte om alle voertuigen in de kazerne te stallen; vaak wordt dan het minst gebruikte voertuig (bijvoorbeeld een dienstbus) op een parkeerplaats naast of voor de kazerne gezet.
Sommige kazernes zijn voorzien van een daalmast of glijpaal om bij een uitruk vanuit bovengelegen wachtvertrekken of dienstruimtes snel naar de voertuigstalling af te dalen.

## Onderhoud
In een kazerne wordt ook onderhoud gepleegd aan de voertuigen, de slangen en het gereedschap. In oudere kazernes en sommige nieuwe gebouwen is een slangentoren aanwezig, dit is een toren waarin de 20 meter lange brandslangen opgehangen kunnen worden om te drogen. Sommige kazernes beschikken over een faciliteit in de vorm van een bak of een lange goot om slangen te kunnen wassen. Dit is met name van belang na inzetten met brandblusschuim, gevaarlijke stoffen of met veel modder.
Vaak beschikt een (grotere) kazerne ook over een speciale ruimte voor het onderhoud aan ademluchttoestellen. Na elke inzet wordt het toestel gecontroleerd, het masker gereinigd en de ademluchtcilinders gevuld met gezuiverde ademlucht.

## Bemanning
De uitrukkleding van de bemanning hangt ook in de kazerne, klaar om binnen een minuut aan te trekken. Ook zijn douches en sanitaire voorzieningen aanwezig. Veel kazernes beschikken over een kantine en veelal ook een evaluatieruimte om een inzet te kunnen nabespreken. In deze ruimte wordt dan ook vaak instructie gegeven.
Bij een kazerne, waarin de beroepsbrandweer gestationeerd is, is in principe ook altijd een woongedeelte aanwezig. Hierin zijn slaapvertrekken, een huiskamer en een keuken aangebracht zodat een bemanning 24 uur per dag aanwezig kan zijn. Ook is er een fitnessruimte, waar brandweermannen dagelijks kunnen werken aan hun conditie. Een goede conditie is heel belangrijk voor als er moet worden uitgerukt. Fitnessoefeningen zijn daarom absoluut noodzakelijk. Er moet dan snel gehandeld kunnen worden. De vrijwillige brandweer heeft geen woonruimte omdat het personeel er alleen komt indien het opgeroepen wordt.

## Brandweerpost
In tegenstelling tot een brandweerkazerne wordt een brandweerpost niet bemand en bestaat het personeel uit vrijwilligers. Zij spoeden zich na een oproep naar de post om gezamenlijk met het brandbestrijdingsvoertuig uit te rukken. Op de post bevinden zich de brandweerkleding en slechts een of enkele brandweerwagens. Ook zijn meestal een kleine kantine en was- en doucheruimten aanwezig. De post bevindt zich meestal in een dun bevolkt gebied en is vaak in een kleine woongemeenschap of dorp gelegen. De post dient als eerste uitruk bij een incident en kan indien nodig worden gesteund door een van de regionale brandweerkorpsen.
 In de zuidelijke provincies van Nederland spreekt met vaak over 'brandweerpost' in plaats van over  'brandweerkazerne'.

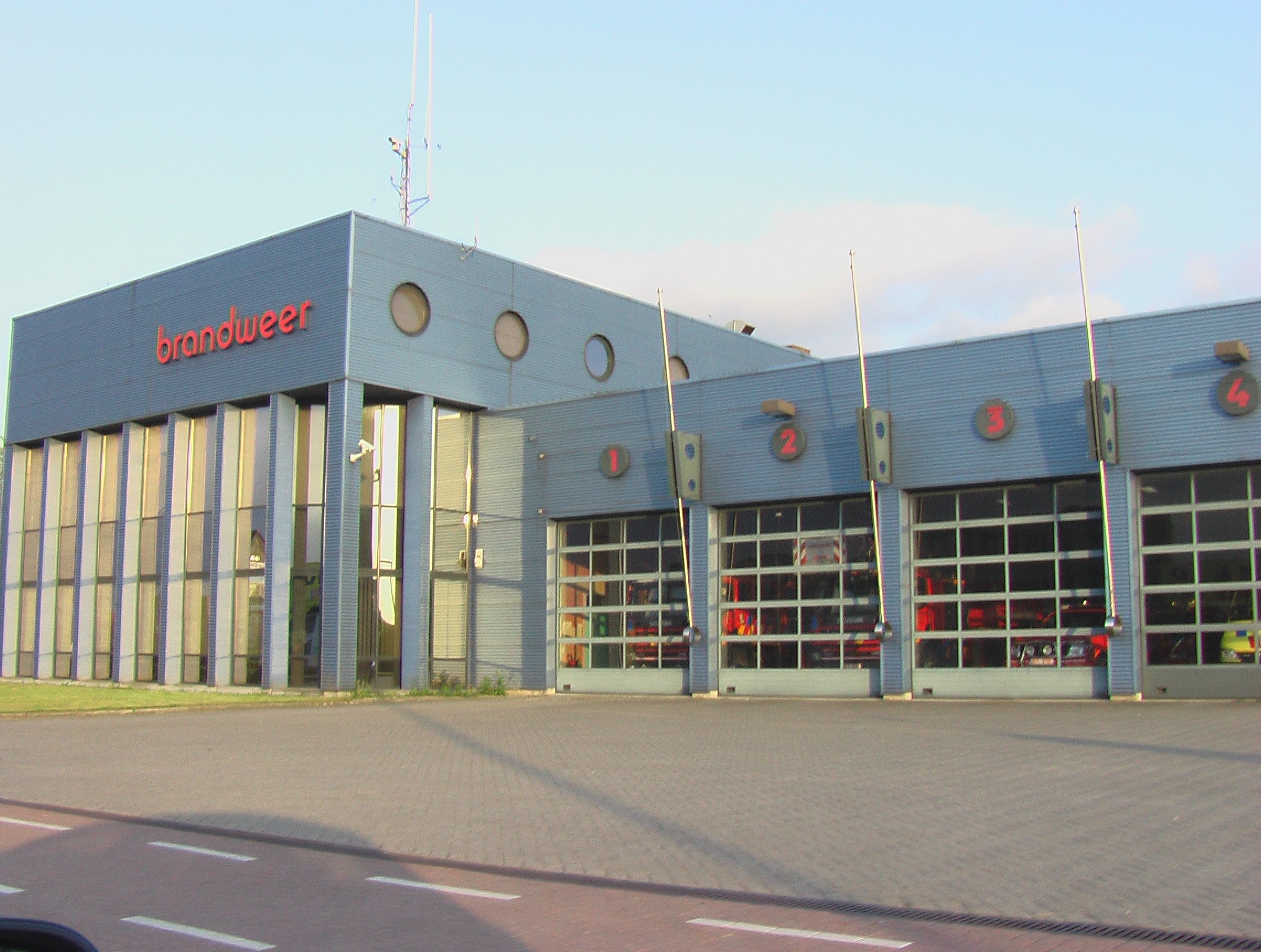
Brandweerkazerne in Zaventem
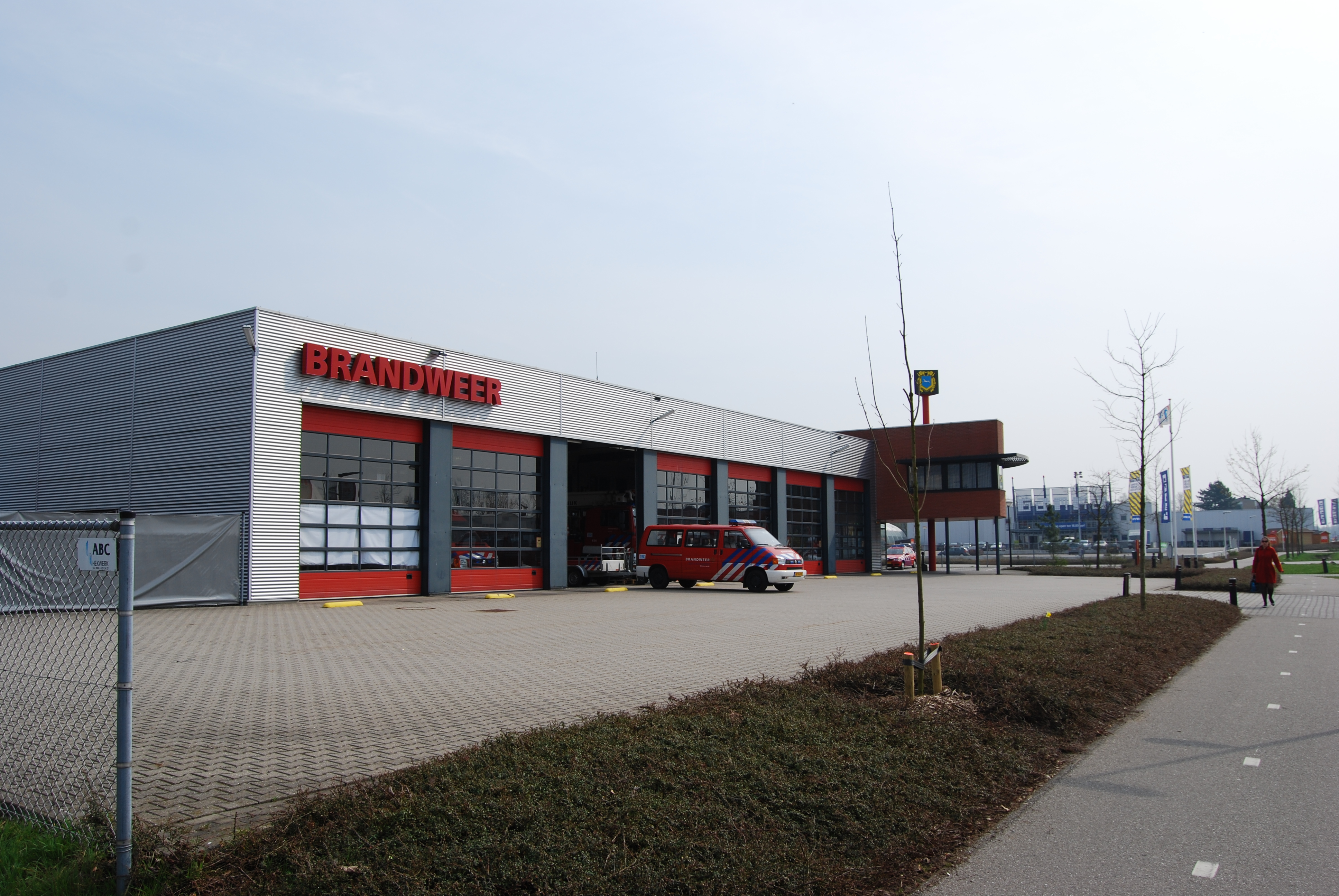
Brandweerkazerne te Winterswijk